# Hintersassen
Hintersassen (in der Regel Plural) (auch: Hintersättler, Hintersässen, Hintersiedler, Kossaten, Kossäten, Kleinhäusler, Beisassen) waren Landleute, welche ohne geschlossene Güter, nur mit einem Haus, Garten oder einzelnen Feldern „angesessen“ waren. Die Bezeichnung wurde vom Mittelalter bis zur Bauernbefreiung verwendet, in der Schweiz bis zur Änderung der Bundesverfassung 1874, in Liechtenstein bis zur Einführung des Gemeindegesetzes von 1864, in Preußen und im Deutschen Reich stellenweise bis in die 1880er Jahre.
Im Mittelalter wurde Hintersasse mit der Bedeutung „die hinter einem Herren sitzen“ auch als Sammelbegriff für die vom Grundherrn abhängigen Bauern gebraucht. Neben persönlich freien Hintersassen, die rechts- und vermögensfähig waren und „nur“ wirtschaftlich und sachrechtlich zu Leistungen verpflichtet waren, existierten halb- und unfreie Hintersassen, die Hörigen, in einem persönlichen Abhängigkeitsverhältnis.